# Командно-диспетчерский пункт

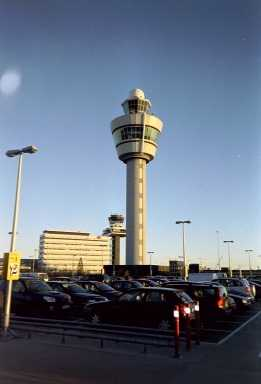
КДП аэропорта Схипхол в Амстердаме.

Командно-диспетчерский пункт (КДП) — место на аэродроме (обычно это специализированное многоэтажное капитальное здание башенного типа, а на грунтовых, временных или вспомогательных аэродромах — металлический вагончик или кузов-«КУНГ» специального автомобиля), где располагаются авиадиспетчеры или группа руководства полётами. На небольших аэродромах спортивной или легкомоторной авиации, а также в вертолётных частях, истребительной и штурмовой авиации может применяться термин «СКП».
Так же часто используется жаргонное обозначение вышка (англ. tower), поскольку, как правило, КДП располагается в высоком здании с большой площадью остекления, обеспечивающей диспетчерам максимальный обзор.

## Рейтинг
КДП имеют обусловленную функциями конструкцию в виде высокой башни. Рекордсменами по высоте в мире являются:
1. КДП в аэропорту Джидды - 136 метров, построена в 2017 году.
2. КДП Tower West - вторая башня аэропорта Куала-Лумпура, построенная в 2013 году, имеет высоту 133,8 метров.
3. КДП в аэропорту Суварнабхуми в Бангкоке была построена в 2005 году высотой 132,2 метра[1][1].

Самый высокий КДП в России расположен в аэропорту Красноярска и построен в 2018 году. При высоте в 63 метра он не дотягивает и до половины роста мирового рекордсмена. 

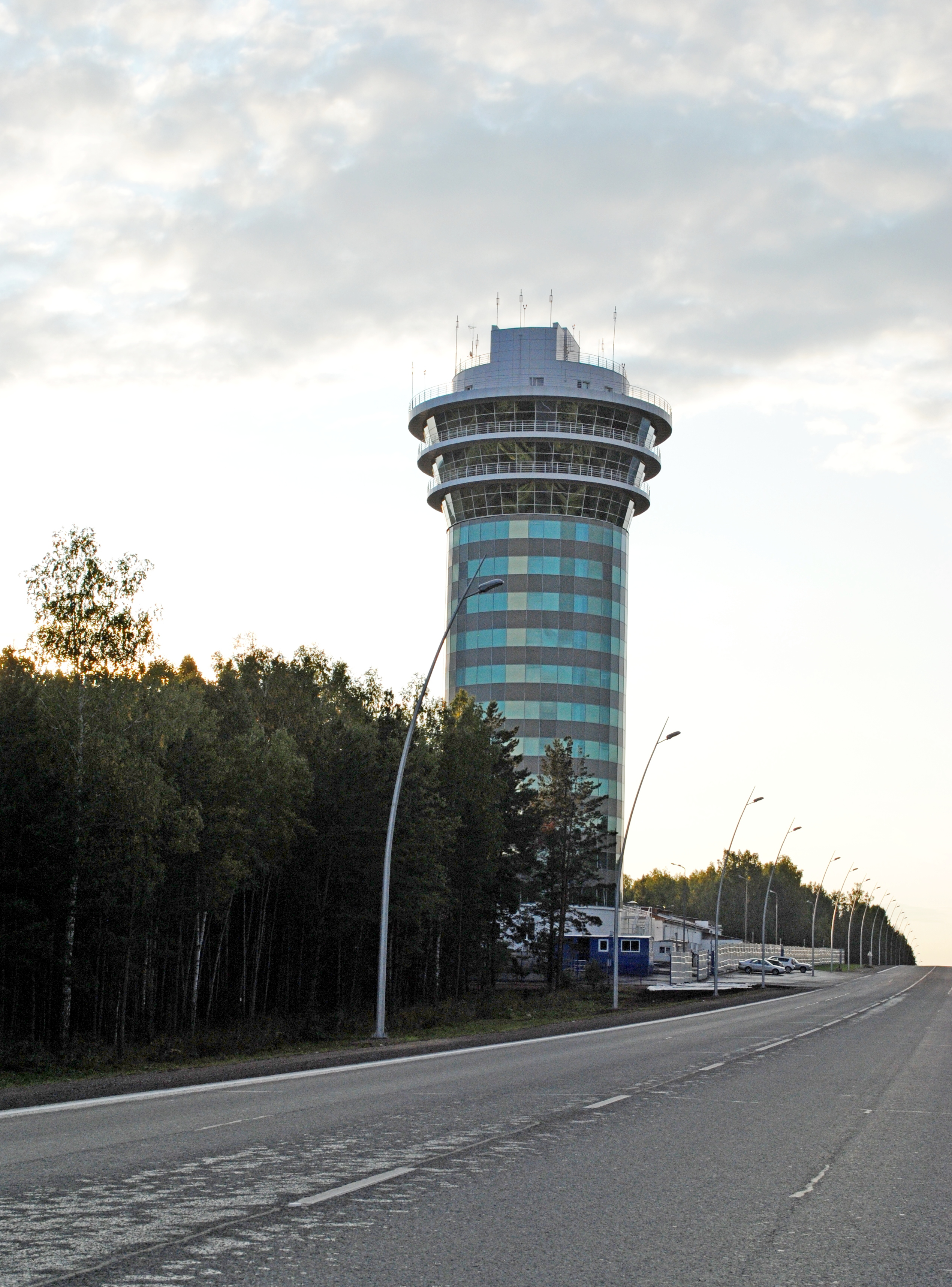
Башня управления воздушным движением красноярских аэропортов Емельяново  и Черемшанка
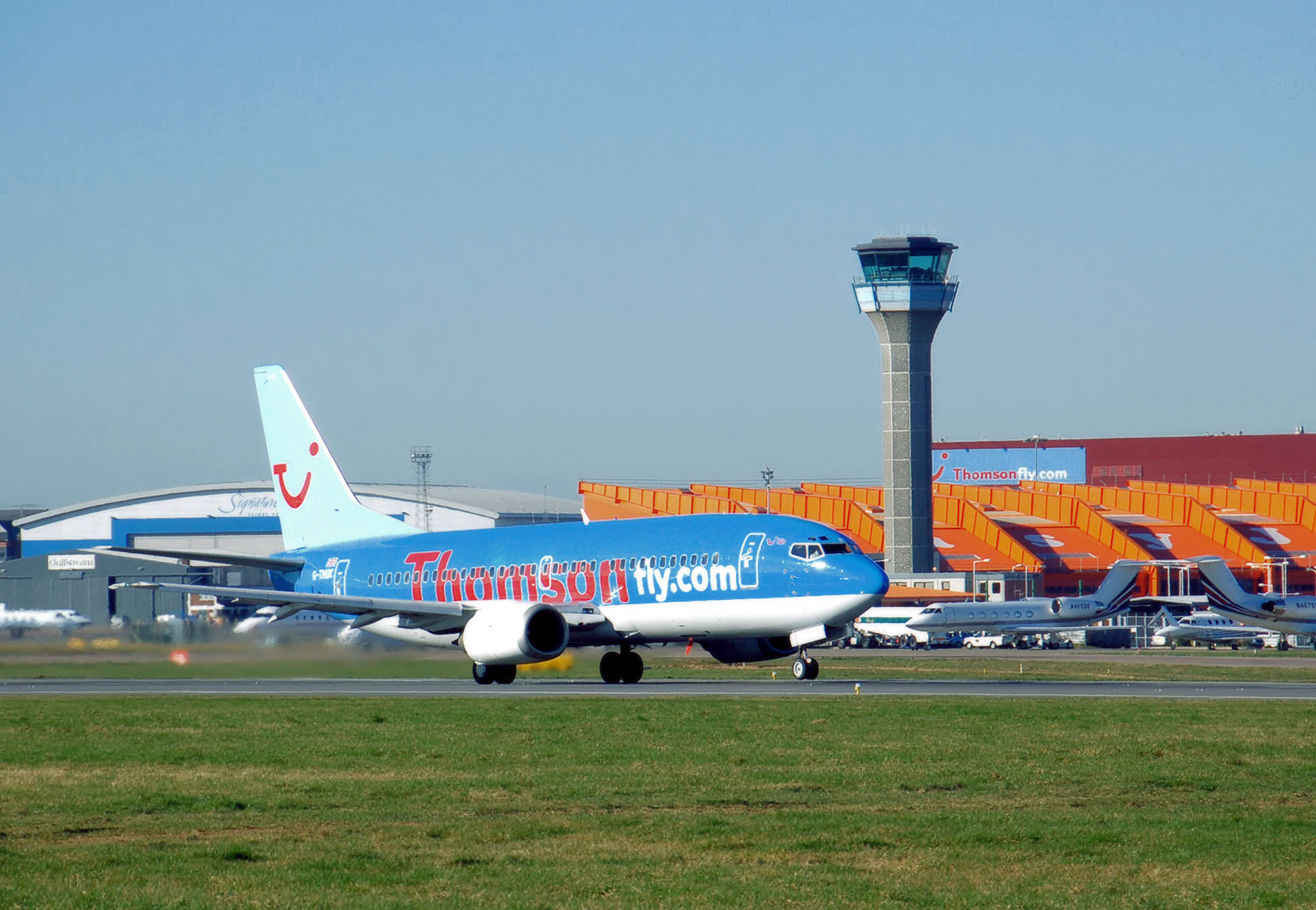
КДП лондонского аэропорта Лутон
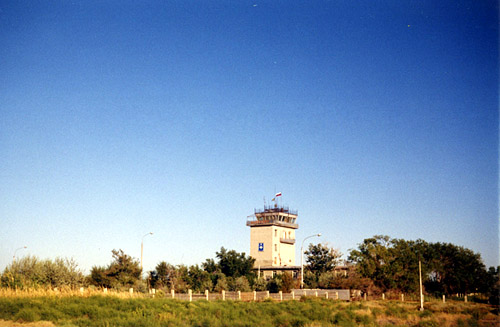
КДП аэропорта Крайний (Байконур)
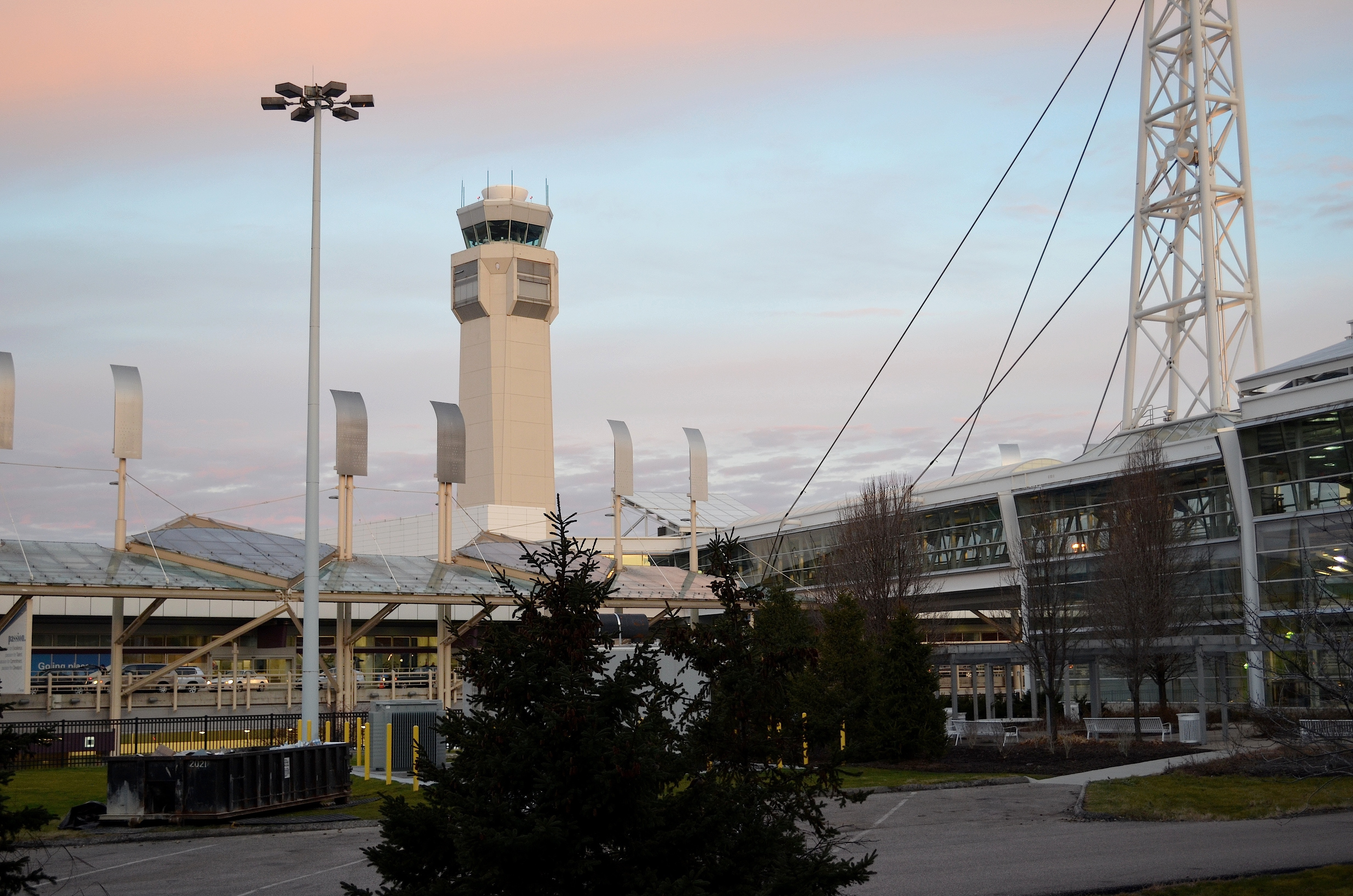
КДП международного аэропорта имени Хопкинса (Кливленд)